# Chapter 8: Redemption
"Chapter 8: Redemption" es el octavo y último episodio de la primera temporada de la serie de televisión estadounidense en streaming The Mandalorian. Fue escrito por el showrunner de la serie, Jon Favreau, dirigido por Taika Waititi, y lanzado en Disney+ el 27 de diciembre de 2019, en los Estados Unidos. El episodio está protagonizado por Pedro Pascal como El Mandaloriano, un cazarrecompensas solitario que huye con un objetivo conocido como "El Niño". El episodio fue nominado a cuatro premios Primetime Emmy, ganando uno de ellos. El episodio recibió grandes elogios por sus secuencias de acción, peso emocional, actuaciones, música y dirección de Waititi.

## Premisa
Mientras El Mandaloriano, Cara Dune y Greef Karga están atrapados, IG-11 rescata a "El Niño" de los soldados que mataron a Kuiil. El Mandaloriano encuentra un conducto de ventilación en las alcantarillas, donde espera encontrar la fortaleza oculta de su pueblo. Moff Gideon les da hasta el anochecer para rendirse, o ordenará a sus tropas que disparen. Gideon los amenaza revelando información de cada uno; en ello, menciona el nombre real del Mandaloriano, Din Djarin. Mando reconoce a Gideon; este había sido un oficial de la policía secreta del Imperio cuando este se hizo cargo de Mandalore. IG-11 llega en la bicicleta de un soldado explorador con el Niño, atravesando a los soldados de asalto. El Mandaloriano derriba a varios más, pero Gideon casi lo mata. Mientras se refugian adentro, Gideon ordena a un soldado con un lanzallamas que los queme; el Niño usa la Fuerza para reflejar las llamas e inmolar al soldado. El Mandaloriano e IG-11 se quedan atrás mientras Dune y Karga llevan al Niño a las alcantarillas. IG-11 le quita el casco al Mandaloriano para tratar sus heridas, revelando su rostro por primera vez y señalando que, dado que es un droide y no un ser vivo, que vea el rostro del Mandaloriano técnicamente no viola el credo mandaloriano. Luego se unen a los demás en las alcantarillas.
Al llegar al enclave Mandaloriano, lo encuentran abandonado a excepción de la Armera, quien explica que los Imperiales encontraron el enclave cuando el Mandaloriano se reveló. Al ver al Niño, el Armero recuerda a los Jedi, a quienes los mandalorianos ven como sus antiguos enemigos. Ella le indica al Mandaloriano que lleve al Niño a los Jedi, donde sea que estén; ella también talla un sello Mudhorn en su hombrera y le da un jetpack. Mientras el Armero se queda atrás, el Mandaloriano, Dune, Karga, IG-11 y el Niño escapan por un río de lava subterráneo. IG-11 decide sacrificarse caminando hacia una emboscada y activando su autodestrucción. Después de salir del túnel, Gideon ataca en el caza TIE en el que llegó. Usando su jetpack, el Mandaloriano coloca explosivos en el caza de Gideon, lo que derriba la nave. Con los imperiales aparentemente ocupados, Karga invita al Mandaloriano a regresar al Gremio, pero él se niega porque debe cuidar al Niño. Dune elige quedarse atrás para trabajar como ejecutora de Karga. El Mandaloriano entierra a Kuiil debajo de un montón de piedras y se marcha de Nevarro. Mientras tanto, Gideon se separa del luchador estrellado con el Sable Oscuro.

## Producción

### Desarrollo
El episodio fue dirigido por Taika Waititi y escrito por Jon Favreau.

### Casting
Los actores coprotagonistas de este episodio son Taika Waititi como la voz de IG-11, Giancarlo Esposito como Moff Gideon, Gina Carano como Cara Dune, Carl Weathers como Greef Karga y Emily Swallow como La Armera. Swallow apareció previamente en el Capítulo 1: The Mandalorian y en el Capítulo 3: The Sin, pero fue acreditada como estrella invitada. Los actores invitados adicionales elegidos para este episodio incluyen a Jason Sudeikis y Adam Pally como dos soldados exploradores en bicicleta, Aidan Bertola como el joven Din Djarin, Alexandra Manea como la madre de Din Djarin, Bernard Bullen como el padre de Din Djarin y Brendan Wayne como mandaloriano. guerrero. Wayne y Lateef Crowder están acreditados como dobles de riesgo para el Mandaloriano. Rio Hackford está acreditado como el artista de performance IG-11, mientras que Gene Freeman y Lauren Mary Kim están acreditados como dobles de acción para Greef Karga y La Armera. “El Niño” fue interpretada por varios titiriteros.

### Música
Ludwig Göransson compuso la partitura musical del episodio. El álbum de la banda sonora del episodio se lanzó el 27 de diciembre de 2019.

## Recepción

### Respuesta crítica
"Redemption" recibió elogios de la crítica. En Rotten Tomatoes, el episodio tiene un índice de aprobación del 100% con una calificación promedio de 8.4/10, según 29 reseñas. El consenso de los críticos del sitio web dice: "The Mandalorian concluye con una acción deslumbrante y una dosis alentadora de "Redención" mientras provoca tentadoras nuevas aventuras por venir". 
En una reseña positiva, Tyler Hersko, de IndieWire, sintió que el episodio tenía "heroísmo, sacrificio, humor, guiños emocionantes a elementos clave de la franquicia y adelantos tentadores de hacia dónde podría ir el programa de Disney+ en la temporada 2". Alan Sepinwall, de Rolling Stone, sintió que "El final de temporada de The Mandalorian, 'Redemption', llegará tan pronto como hagamos que el bebé haga las manos mágicas".
Los medios informaron sobre las reacciones negativas de los fanáticos a una escena en la que el soldado explorador interpretado por Jason Sudeikis golpeó a "Baby Yoda".

### Premios
El episodio fue nominado a cuatro premios Primetime Emmy; Premio Primetime Emmy a la composición musical sobresaliente de una serie para Ludwig Göransson, Premio Primetime Emmy a la mejor edición de imágenes con una sola cámara para una serie dramática a Jeff Seibenick, Premio Primetime Emmy a Mejor actor invitado en una serie dramática por la interpretación de Esposito como Gideon, y Premio Primetime Emmy a la interpretación destacada de voz en off del personaje por la actuación de Waititi como IG-11, siendo esta última la primera nominación para una serie de acción en vivo. El episodio ganó el premio a la Mejor Composición Musical de una Serie.